# 耶律敵禄
耶律敵禄（やりつ てきろく、生年不詳 - 954年）は、遼（契丹）の軍人・政治家。字は陽隠。

## 経歴
孟父楚国王の末裔。性格は実直で、膂力にすぐれた。天禄5年（951年）、耶律察割が世宗を殺害すると、敵禄は寿安王耶律述律に面会して、「願わくば精兵数百をえて、賊党を破らん」と述べ、忠義を称揚された。穆宗が即位すると、敵禄は北院宣徽使となった。飛狐道を広げるよう穆宗に命じられて、この工事を監督した。
応暦4年（954年）2月、軍を率いて北漢を救援し、高平で後周軍を撃破した。5月、北漢の忻州と代州が離反すると、敵禄は軍を率いてこれを討った。耶律撻烈と合流し、後周の符彦卿の軍を忻口で撃破した。凱旋すると、まもなく死去した。

## 伝記資料
- 『遼史』巻90 列伝第20